# Јован Ајдуковић (лингвист)
Јован Ајдуковић (Нови Сад, 10. јануар 1968) је српски лингвиста.
Јован Ајдуковић је дипломирао на Универзитету у Београду 1991. године. Његово главно истраживачко интересовање је контактна лингвистика и руска лингвистика,
посебно проучавање русизме у словенским језицима, што је била тема његовог магистарског и докторског студија.
Од 2003. до 2012. био је уредник међународног онлајн часописа Balkan Rusistics (Универзитет у Софији). Тренутно је члан Саветодавног одбора The International Journal of Russian Studies ( Универзитет Анкара, Турска).
У априлу 2005. године Јован Ајдуковић је одржао три јавна предавања на Универзитету у Бечу и Универзитету у Грацу, Аустрија. У октобру 2006. одржао је специјална предавања о Контактној лингвистици и руским интернет ресурсима на Институту за западно и јужнословенске студије Универзитета у Варшави, Пољска.
Јован Ајдуковић је најпознатији по свом доприносу такозваној „Theory of Contacteme” (Ајдуковић 2004) и по свом A Contactological Dictionary of Slavic Languages: The Contactological Dictionary of Adaptation of Bulgarian Contact-Lexemes under Russian Influence (Ајдуковић 2010, 2011). ), који формално описује адаптацију контакт-лексема под руским утицајем на сваком нивоу језика – ортографском, прозодијском, фонетско-фонолошком, деривационом, морфолошком, семантичком, стилистичком, синтаксичком и концептуалном. Према Ајдуковићу 2004 контактема или општа јединица језичке контактологије „је квантум структурисаног знања о доминантном језичком утицају.
Од јануара 1992. године Јован Ајдуковић је директор Научне лабораторије за славистику и лингвистику (Београд, Србија). Објавио је 12 књига и доста радова и чланака.
Професор Ајдуковић је био укључен у научни пројекат под називом Кодови руских култура на Филолошком факултету Универзитета у Београду (Србија). Посебан део пројекта посвећен је руском језику у контакту са другим словенским и европским језицима.
Учествовао је на разним међународним симпозијумима из филологије у Београду (Србија), Скопљу (Македонија), Софији (Бугарска), Братислави (Словачка), Будимпешти (Мађарска), Букурешту (Румунија), Одеси (Украјина), Охриду (Македонија), Острво Раб (Хрватска), Херцег Нови (Црна Гора), Темишвар (Румунија), Порто Царрас / Палата Потидеа (Грчка), Опатија (Хрватска), Бечићи (Црна Гора), Истанбул (Турска), Сегедин (Мађарска), Констанца (Румунија) ), Москва (Русија), Тирана (Албанија) и Сарајево (Босна и Херцеговина). Професор Ајдуковић је био члан Организационог одбора међународних конференција „Когнитивно моделирање у лингвистици – 2008” (Црна Гора) и „Когнитивно моделирање у лингвистици – 2009” (Румунија). Учествовао је и на КСЛВИ међународном семинару о македонском језику, књижевности и култури у Охриду.

## Извор
1. ↑  Aktürk, Şener (2006). „Turkish–Russian Relations after the Cold War (1992–2002)”. Turkish Studies. 7 (3): 337—364. ISSN 1468-3849. S2CID 143919117. doi:10.1080/14683840600891034.